# 岐阜城
岐阜城（ぎふじょう）は、美濃国井之口の稲葉山（岐阜県岐阜市の金華山）にあった日本の城（山城）。もとは稲葉山城と言い、鎌倉時代以来の歴史があるが、本格的に整備されたのは戦国時代の斎藤道三の時期だと考えられている。織田信長が1567年の稲葉山城の戦いにより斎藤龍興から奪取し、本拠地を当城へと移し、その縄張りを破却して新たに造営したものが岐阜城である。『信長公記』に「尾張国小真木山より濃州稲葉山へ御越しなり。井口と申すを今度改めて、岐阜と名付けさせられ」と記載されており、ここから天下布武、天下統一をおこなうという意味をこめて、信長が山頂にある城や麓にある町などを「井口」から「岐阜」へと改名したことにより「岐阜城」と呼ばれることになった。

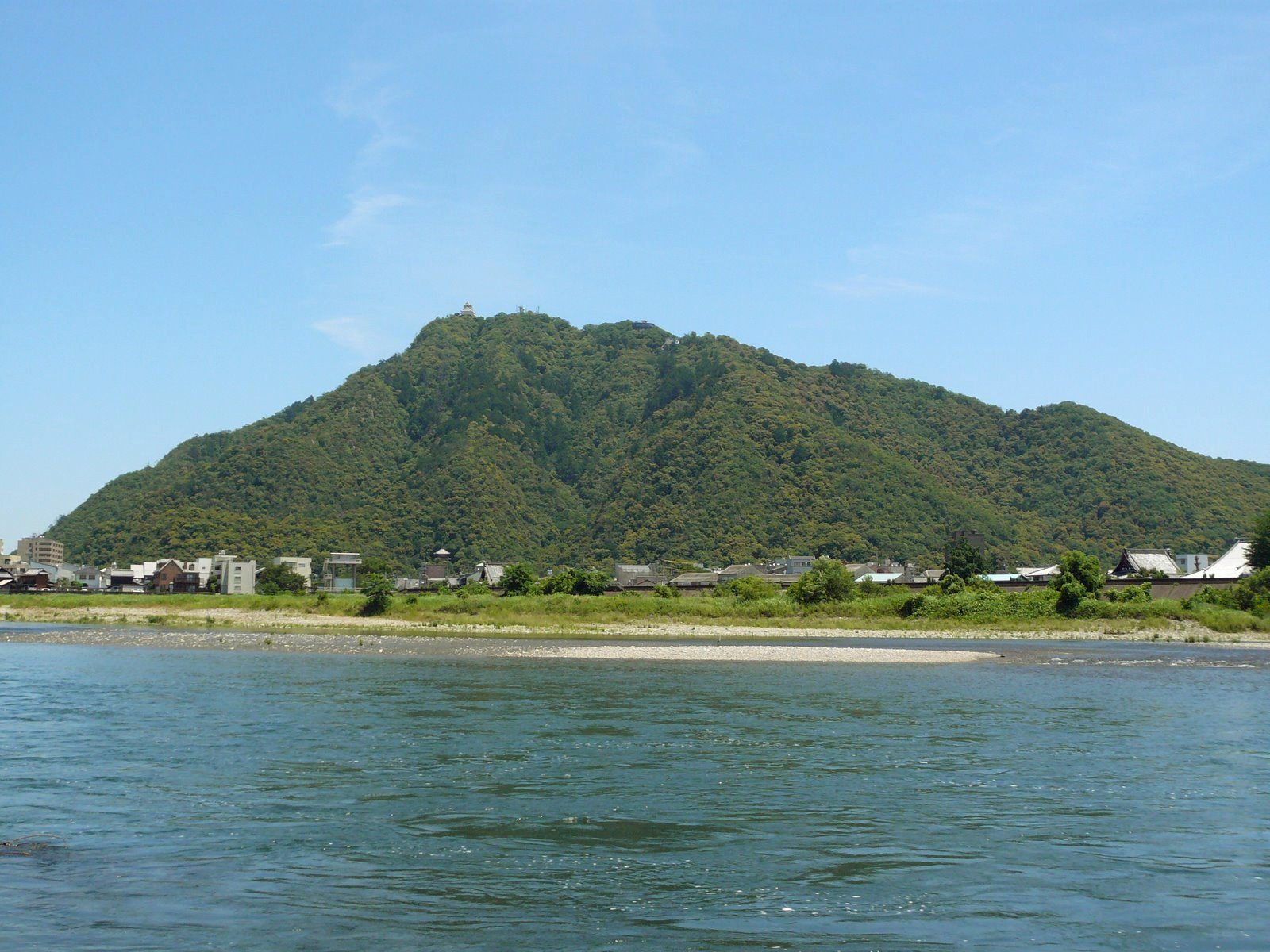
城の北側を流れる長良川対岸から見た現在の岐阜城跡の姿。山全体が岐阜城だった。

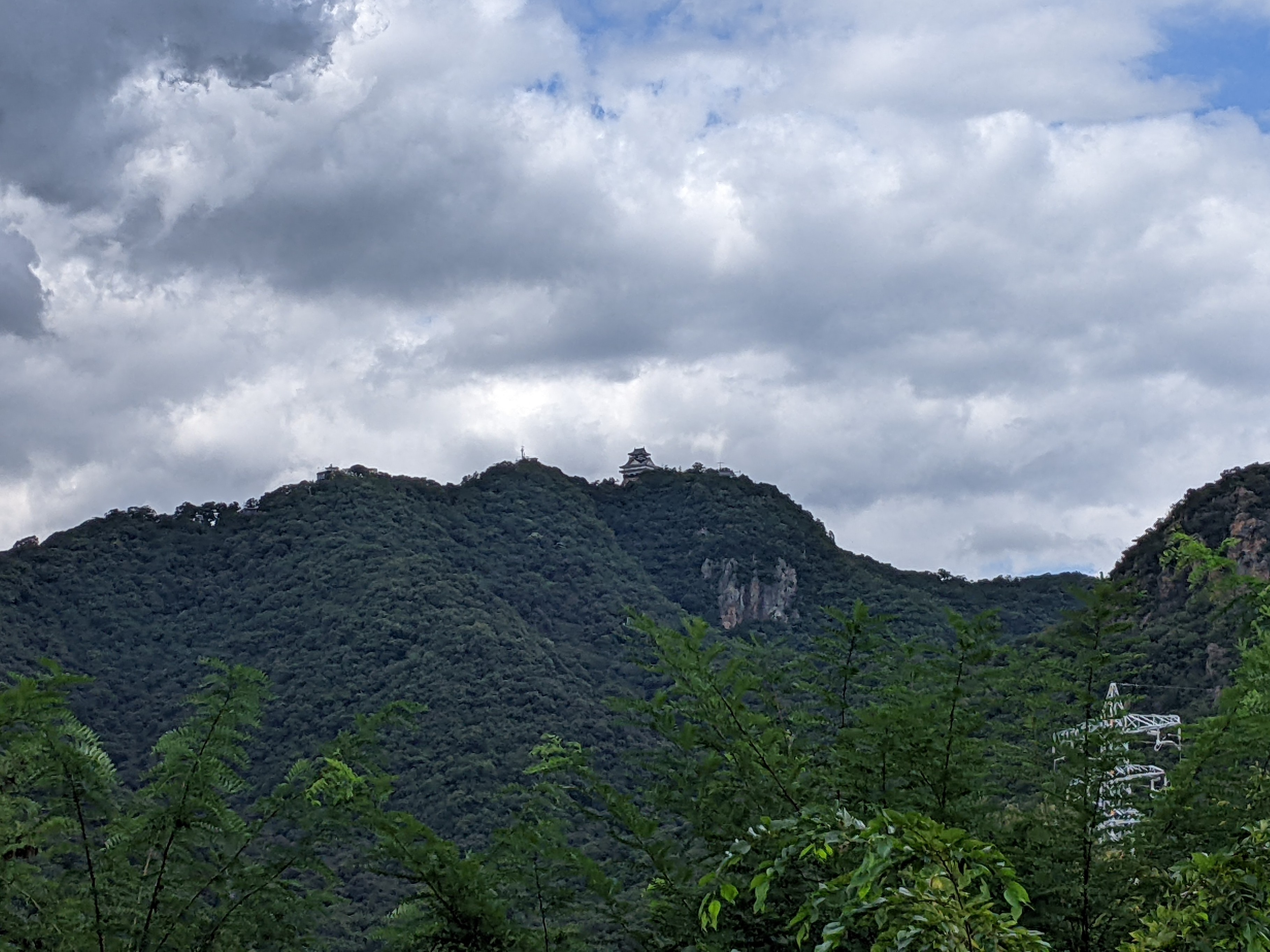
岐阜市北一色から望む金華山連峰（南側山体）。各峰々に櫓が築かれ、山全体が要塞化されていたとされる。

山上の城郭部分と山麓の居館部分を中心としつつも、それらの間を結ぶ登城路、さらに山中の要所に配された砦もあり、なにより山そのものが天然の要害として機能していた。麓に置かれた城主の館は、山の西麓にある槻谷（けやきだに）にあり、地形は斎藤氏 三代の頃に造られ、信長が大規模に改修し、大きな池の南北に建物が2つあり大きな庭園があったことが発掘調査で分かっている。ルイス・フロイスが訪れた記録もあり、関ヶ原の合戦の前哨戦のころまで使われていたという。
当城の城主は、信長の後は、織田信忠、（信長亡き後に）織田信孝、池田元助、池田輝政、豊臣秀勝、織田秀信らであるが、秀信は石田三成の挙兵に呼応し西軍につき、関ヶ原の戦いの前哨戦の岐阜城の戦い（1600年）で東軍側の池田輝政や福島正則らに攻められ落城、翌1601年（慶長6年）徳川家康によってに当城は廃城とされた。
近年の調査によりこの城の価値が見直されるようになり、2011年（平成23年）に岐阜城跡（ぎふじょうあと）つまり山頂の城の城跡および山麓の織田信長公居館跡を含めた金華山一帯の約209ヘクタール（2,091,602.74平方メートル）が国の史跡に指定された。その範囲は、現在の国有林の範囲に符合する。
なお現在山頂にある建造物は、1956年（昭和31年）に鉄筋コンクリートで建てた模擬天守である。山麓付近では1984年ころから発掘調査が行われるようになり、現在も発掘が進行中である。山麓の岐阜公園内にある信長公居館跡は、槻谷を流れる谷川の両側に段々地形が造られ、建物や庭園を配したものとなっている。又、岐阜市によれば山麓にあった庭園を復元する計画がある。

## 歴史・沿革

### 鎌倉・室町時代
- 1201年（建仁元年） - 二階堂行政が井口の山（金華山・稲葉山）に砦を築いたのが始まりとされる。続いて行政の娘婿・佐藤朝光、その子伊賀光宗、光宗の弟・稲葉光資（稲葉氏・美濃安藤氏）が砦主となり支配した為、金華山は稲葉山と呼ばれるようになるが、二階堂行藤の死後、廃城となる。
- 15世紀中頃 - 美濃守護代・斎藤利永が、この城を修復して居城とする。

### 戦国時代
- 1525年（大永5年） - 斎藤氏家臣の長井長弘と長井新左衛門尉が謀反を起こして稲葉山城を攻撃。長井氏の支配下となる。
- 1533年（天文2年） - 新左衛門尉が没すると、その子、長井新九郎規秀（斎藤利政、後の斎藤道三）が後を継ぎ、城主となる。
- 1539年（天文8年） - 守護代になっていた斎藤利政が、稲葉山山頂に城作りを始める。
- 1541年（天文10年） - 利政が守護の土岐頼芸を追放。
- 1547年（天文16年） - 織田信秀、頼芸派の家臣と稲葉山城下まで攻め入るも大敗（加納口の戦い）。
- 1554年（天文23年） - 利政、城と家督を嫡子の斎藤義龍に譲り剃髪、道三と号する。
- 1556年（弘治2年）5月 - 義龍、長良川の戦いにより道三を討ち取る。
- 1561年（永禄4年）6月 - 義龍の急死により、斎藤龍興が13歳で家督を継ぎ、城主となる。
  - 同年6月 - 十四条の戦いに勝利した織田信長が稲葉山城を攻めるも敗退。
- 1564年（永禄7年）3月 - 斎藤氏の家臣であった竹中重治と安藤守就が造反して挙兵。稲葉山城を攻める。龍興らは城を捨て鵜飼山城へ逃げ、竹中らが城を半年間占拠する。
- 1567年（永禄10年） - かねてから美濃攻略を狙っていた織田信長が西美濃三人衆の内応により稲葉山城下に進攻（稲葉山城の戦い）。龍興は城を捨てて長良川を舟で下り、伊勢長島へ逃亡した。

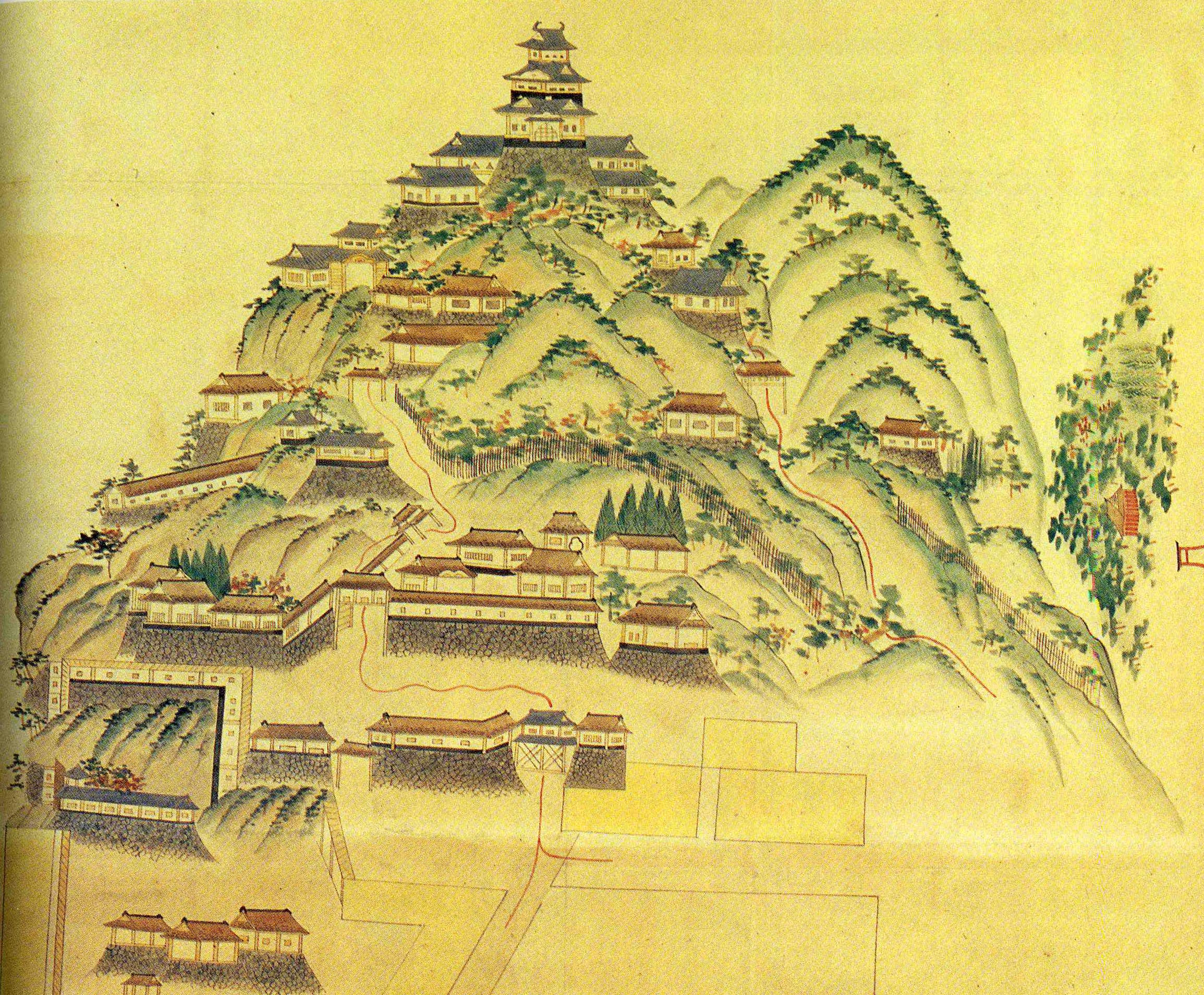
岐阜城図（円徳寺蔵）。江戸時代に想像で描かれたと考えられている図。

天下布武の印

- - 同年 - 信長は、本拠地を小牧山城から稲葉山に移転し、古代中国で周王朝の文王が岐山によって天下を平定したのに因んで、城と町の名を「岐阜」と改めた。この頃から信長は「天下布武」の朱印を用いるようになり、本格的に天下統一を目指すようになった。
- 1576年（天正4年） - 信長は嫡子織田信忠を岐阜城の城主とし、織田家の家督及び美濃、尾張の2ヶ国を譲る。岐阜城の整備改修は信忠によって更に追加された。
- 1582年（天正10年）6月21日 - 信忠が本能寺の変で倒れると、留守居であった斎藤利堯が岐阜城を掌握し、美濃瑞龍寺・崇福寺・千手堂・西入寺に禁制を掲げた。しかし、明智光秀が羽柴秀吉に敗れると7月9日頃、不破郡長松に出向き織田信孝らに服した。
  - 同年7月16日 - 清洲会議により信孝が兄・信忠の遺領美濃国を拝領、岐阜城の城主及び、信忠の嫡子三法師の後見となる。
  - 1583年1月13日 - 羽柴秀吉、丹羽長秀、池田恒興の嫡男・元助らの兵が岐阜城に迫ったため講和し、三法師を引き渡した。
- 同年（天正11年）6月6日 - 信孝は長島城主の滝川一益と呼応し再度挙兵。しかし美濃返し（賤ヶ岳の戦い）によって柴田勝家が敗れ、兄・信雄によって居城の岐阜城を包囲されると、これに降伏した。城からは逃亡が相次ぎ降伏時の人数は27人であったという。その後、信孝は切腹させられた。
  - 同年5月 - 池田恒興が美濃国にて13万石を拝し大垣城主となると、池田元助が岐阜城主となる。
- 1584年（天正12年） 小牧・長久手の戦いで池田恒興と元助が討死。
- 1585年（天正13年）恒興の次男・池田輝政の居城となる。
- 1591年（天正19年） - 転封により、輝政に代わって豊臣秀勝が岐阜城の城主となる。
- 1592年（文禄元年） - 10月14日に豊臣秀勝が没すると、織田秀信（幼名・三法師）が美濃国岐阜13万石を領有し岐阜城の城主となる。
- 1600年（慶長5年） - 織田秀信は、石田三成の挙兵に呼応し西軍につく。関ヶ原の戦いの前哨戦で、岐阜城に立てこもるが、福島正則や池田輝政らに攻められて落城（岐阜城の戦い）。秀信は弟秀則と共に自刃しようとしたが、輝政の説得で降伏する（のち1605年（慶長10年）に死亡した）。
- 1601年（慶長6年） - 徳川家康は岐阜城の廃城を決め、奥平信昌に10万石を与えて、加納城を築城させる。その際、岐阜城山頂にあった天守、櫓、山中、山麓の石垣などは加納城に、焼け残った御殿建築は大垣市赤坂のお茶屋敷に移されたという。既に幾度も落城した上に戦術の変化（鉄砲、兵数の増加）に伴う大規模な改修が難しい山城は敬遠され、平城の加納城が新規に築城された。

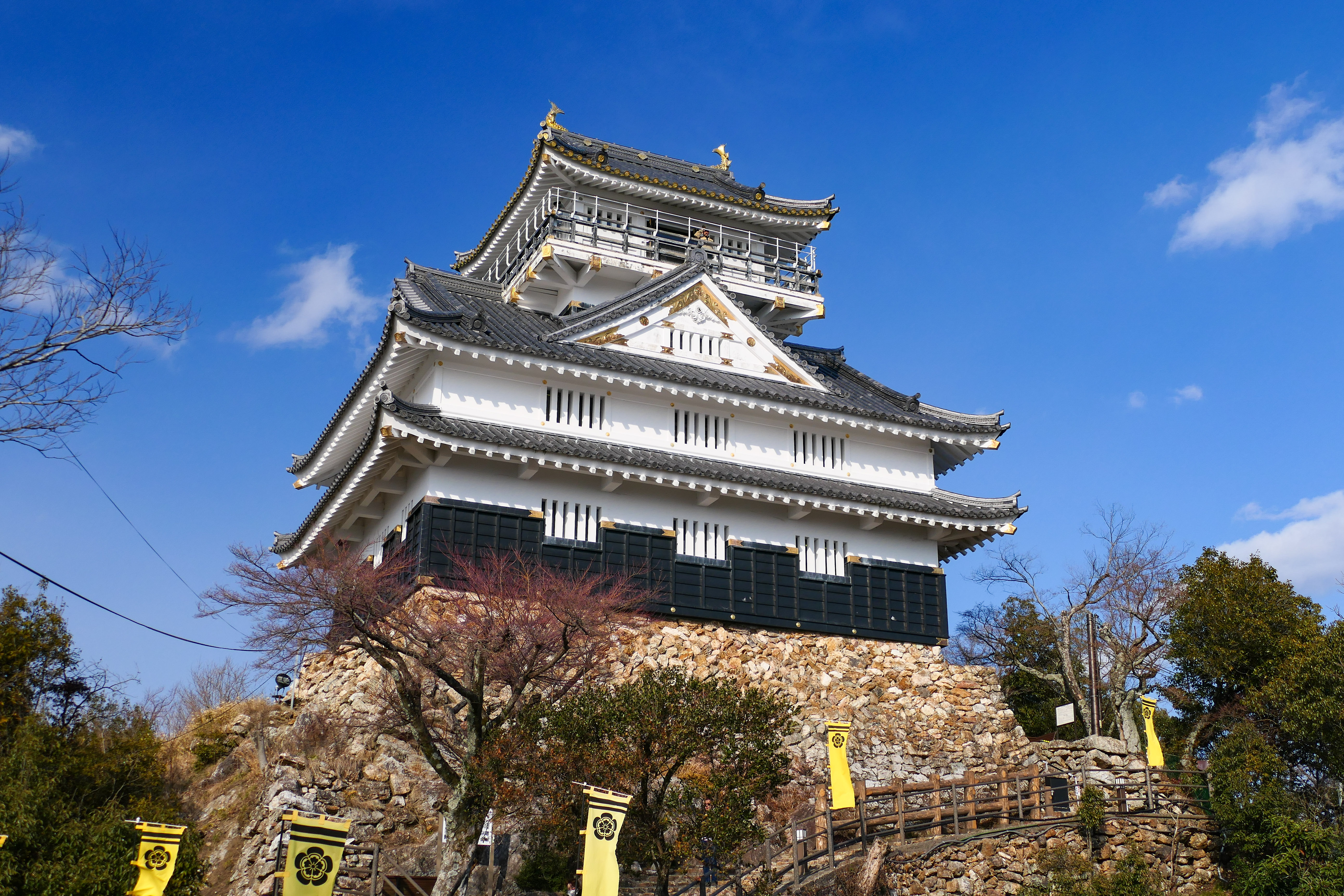
岐阜城の復興天守

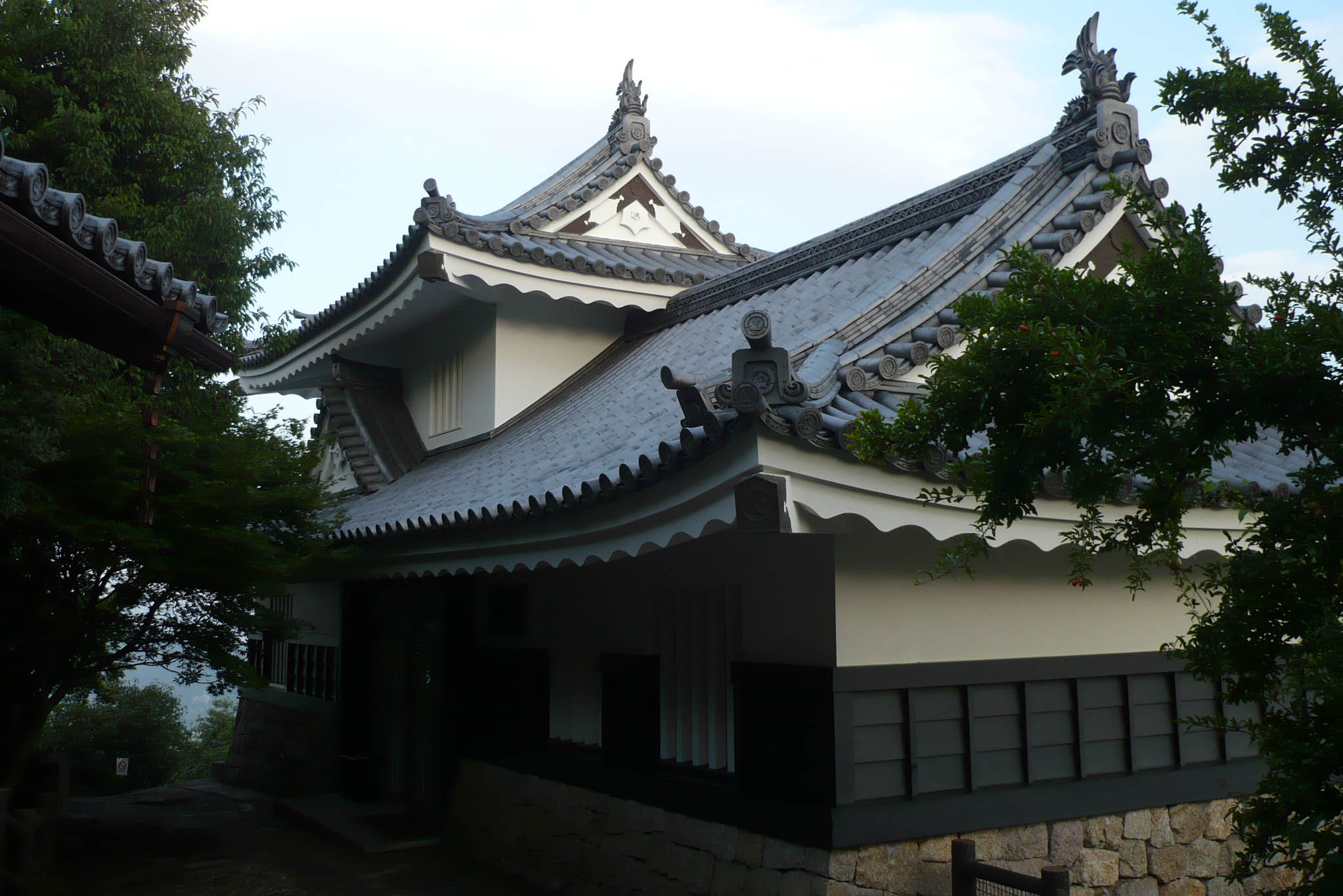
岐阜城資料館

### 近現代
- 1910年（明治43年）5月15日 - 模擬天守が再建、落成。これは長良橋（初代）の廃材を活用し、岐阜市保勝会と岐阜建築業協会などの労働奉仕により建てられたもので、木造・亜鉛（トタン）葺きのもの（3層3階、高さ15.15m）であった。この際、石垣を一回り小さく積み直してしまった為、天守の古い石垣は石そのものは昔の物だが、形状は留めていない。
- 1943年（昭和18年）2月17日 - 早朝に失火のため模擬天守が焼失。展示してあった織田信長の遺髪なども焼失した[4]。なお建築から34年経ち、老朽化のため建替えの話も出始めていたという。
- 1955年（昭和30年）6月8日 - 第1回岐阜城再建期成同盟会を開催。同年8月から建設は市民、財界の浄財によるとの原則で必要な費用2,000万円の募金が行われ、約4ヶ月間で1,800万円が集められる。
- 1956年（昭和31年）7月25日 - 鉄筋コンクリート建築で3層4階建ての模擬天守が落成。天守閣の設計は加納城御三階櫓の図面や古文書を参考に城戸久（名古屋工業大学名誉教授）が設計、大日本土木が施工した。なお建築にあたり土台部分の石垣内部に大掛かりな補強が行われた為、礎石等の遺構は失われたものとみられる。ただし、建てられた天守は、設計された物とは大きく違う。
- 1975年（昭和50年）4月 - 隅櫓（岐阜城資料館）が完成。建設は創業30年を迎えた川島紡績（社長、川島精市 現カワボウ株式会社）の全額寄付（総額6,000万円）によるもので、彦根城を参考に設計された。
- 1984年（昭和59年）11月 - 信長居館跡の発掘調査を行い、土塁・石垣などが発見され陶磁器や刀なども出土する。2000年以降も周辺の発掘と説明会が行われている。
- 1997年（平成9年）2月 - 平成の大改修開始。
- 2006年（平成18年）4月6日 - 日本100名城（39番）に選定された。
- 2010年（平成22年）11月19日 - 岐阜城跡が、文化審議会で国史跡の答申を受ける[5][6]。
- 2011年（平成23年）2月7日 - 山麓から山上にかけた約209haの城跡が、「近世城郭の成立を考える上で重要」であるとして、岐阜城跡として国の史跡に指定される[7]。その区域は、現在の国有林に相当する。
- 2012年（平成23年）11月26日 - 山麓の信長居館跡の発掘調査で信長時代の遺物と推測されるボタンとキクを意匠とした瓦の一部（28cm四方・厚さ3cm）が発見され、分析の結果、金箔が貼られた痕跡があると岐阜市教育委員会が発表した[8]。
- 2015年（平成27年）4月24日 - 「信長公のおもてなし」が息づく戦国城下町・岐阜 」の構成文化財として日本遺産に認定される[9]。
- 2018年（平成30年）山上城郭発掘調査が初めて本格的に始められた。

## 歴代城主
二階堂氏及び伊賀氏
- 二階堂行政：二階堂氏の祖、鎌倉幕府政所令、十三人の合議制の一人、稲葉山に初め館後に砦を築き京都への押さえとした。
- 伊賀朝光：二階堂行政の娘婿。
- 伊賀光宗：佐藤朝光の次男。鎌倉幕府政所執事、伊賀氏事件の結果、北条政子により信濃国に流される。
- 稲葉光資：伊賀光宗の弟。稲葉氏に改姓。伊賀氏（美濃安藤氏）の祖。
- 二階堂行藤：二階堂行有の子。鎌倉幕府政所執事、二階堂氏最後の館主。

以後、約153年余廃城。
美濃斎藤氏及びその家臣
- 斎藤利永：二階堂行藤が去ったあと長く城郭が失われていた稲葉山城を修築して居城とした。
- 斎藤妙椿：斎藤利永の弟。応仁の乱における主力の一人。常在寺や瑞龍寺を建立した。
- 斎藤利藤：斎藤利永の嫡男。母違いの弟で妙椿の養子、利国と争い最終的に敗北した。
- 斎藤利茂：斎藤利藤の養子の息子。斎藤利安（長井長弘）に破れ、稲葉山城を追われた。（落城1回目）
- 長井新左衛門尉：長井長弘の家臣。元は京都妙覚寺出身の僧。後に利安を殺害したといわれる。
- 斎藤道三：長井新左衛門尉の嫡男。長良川の戦いに敗れ戦死。享年63。
- 斎藤義龍：斎藤道三の嫡男。道三を破り、信長を何度も撃退したが、急死。享年35。
- 斎藤龍興：斎藤義龍の嫡男。竹中重治らに城を奪われる。のち返還されるも織田信長によって再び落城。龍興自身は刀禰坂の戦いで戦死。享年26。（落城2,3回目）
- 安藤守就：斎藤龍興の家臣。西美濃三人衆。半年間、稲葉山城を占拠した。本能寺の変に乗じて乱を起こし自害。享年80。

織田氏及び豊臣氏家臣
- 織田信長：斎藤道三の娘婿。京都本能寺で自害。享年49。
- 織田信忠：織田信長の嫡男。京都妙覚寺から二条新御所に移動し戦死。享年26。
- 斎藤利堯：斎藤道三の子。信忠家臣であり本能寺の変の際に岐阜城を掌握した。
- 織田信孝：織田信長の三男。賤ヶ岳の戦いの後、岐阜城を落とされ尾張知多郡内海で自害。享年26。（落城4回目）
- 池田元助：池田恒興の嫡男。小牧・長久手の戦いにおいて父子共に討死。享年26。
- 池田輝政：池田恒興の次男。後に姫路宰相百万石と評され、姫路城を修築した。姫路で死去。享年50。
- 豊臣秀勝：豊臣秀吉の姉（日秀尼）の子。総大将として朝鮮に出陣したが、巨済島にて病死。享年23。
- 織田秀信：織田信忠の嫡男。清洲会議での三法師。高野山を追放された年に死亡。享年26。（落城5回目）

## 構造
山城。京都に対して東の要所に位置し、急峻な山容の金華山からして難攻不落の名城として知られているが、内部からの裏切り（竹中重治）や籠城時点で兵力が少なかった（賤ヶ岳、関ケ原の時）などの理由で歴史上5回の落城にあっている。
山頂部は痩せ尾根を切り開いたり石垣で郭を造成してはあるが、基本的に平坦面は少ない構造となっている。またチャートの堅い岩盤であるが故に井戸を掘っても水は出ず、雨水を貯める物となっている。狭い曲輪の上、水の確保が難しい為、籠城には不向きである。その軍事的価値は要害よりも、濃尾平野を一望でき、また長良川を管制できる点にある。
織田信長時代には、山頂部には信長の家族や人質が暮らしていたことが、1569年（永禄12年）来岐した宣教師ルイス・フロイスの書簡からうかがえる。
岐阜城は小牧城、安土城と同じく、城下町を見下ろす景観に優れる。道三時代までは戦国期の典型的な詰城であったが、信長入城からは戦いの為の城でなく、基本的に城主の居住空間であり、威厳や権威を見せる城であったといわれている。
山麓に城主の居館があったとされる。現在の千畳敷を「信長居館跡」と呼んでいるが、信長は山頂に居住していた為、山麓の建物は政庁、もてなしの為のハレの間としての意味合いが強い。
京都へ進出する為に公家や商人をもてなすための迎賓館ともとれる豪華絢爛な建物があったとされ、巨石を用いた石垣や高石垣、多数の庭や池が発掘調査で発見されている。緑色片岩が庭の景石として発見されていることから、遠くから運ぶだけの力がある事を誇示する意味もある。料理も海の無い美濃では手に入れる事が出来ない海の幸が出されたと言われている。

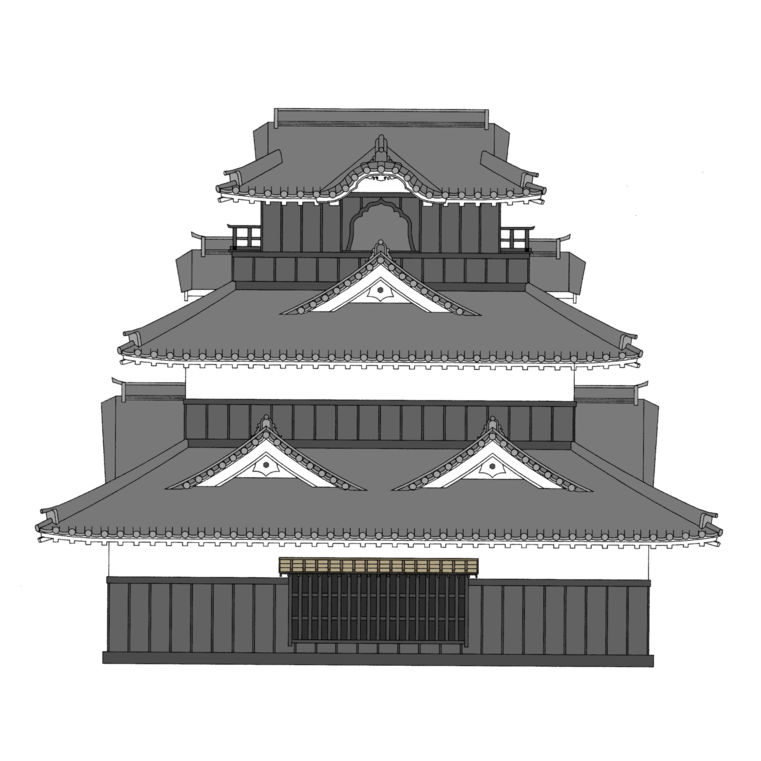
加納城の御三階櫓復元図

### 天主・天守
信長・信忠時代の岐阜城
- 麓に天主（てんしゅ）と呼ばれる御殿があり、そこへ通じる道の両側に当時は２ｍ前後の巨石を立て並べた塀がめぐらされて、その先の上段の「千畳敷」と呼ばれる所にその御殿があった。当時としては珍しく、南蛮様式を取り入れた4層[10]の華麗なものであったという。宮上茂隆の説[11]によると、京都天竜寺の僧侶である策彦周良による命名とされる。現在、御殿跡は岐阜公園の一部として整備されており、2018年で発掘調査が一旦終了されている。
- 山頂にも「てんしゅ」があり、こちらは「天守」と書いた。一般的に言われる天守である。岐阜城に天守起源説がある。「天守」は池田輝政時代に改変され、岐阜城廃城及び、加納城築城によって他の建物と共に加納城二の丸北東隅櫓「御三階櫓」として移築されていたが、1728年（享保13年）の落雷によって焼失している[12]。なお「由緒ある建物だから失念しないうちに」と描かれた古絵図によれば、元々4層だったものを3層に改変された跡がある。この事から、元々4層4階、または4層5階だった可能性がある。
- 諸説あるが、信長時代に山頂には平屋程度で天守と呼べる高層建築は無く、信忠時代に高層建築が建てられたという説もある。
- 最近の発掘調査で、信長時代の物と思われる天守台の根石が北西部、南西部で発見された。

復興天守（初代）
- 1910年（明治43年）5月15日落成。木造・トタン葺き3層3階建て、高さ15.15mで、長良橋の古材を利用し岐阜市保勝会の手によって建てられた。内部は吹き抜けであったらしい。当時は、夜も常駐する職員が居た。日本初の城跡に常設された観光用模擬天守とされる[13]。1943年（昭和18年）2月17日深夜、失火のため焼失した。「寒かったので焚火をしたら、城に燃え移った」と供述している。

復興天守（再建）
- 1956年（昭和31年）7月25日落成。鉄筋コンクリート建築3層4階建て。延べ面積461.77m²、棟高17.7m。天守の設計は加納城御三階櫓の図面や古文書、丸岡城など参考に城戸久名古屋工業大学名誉教授が設計、大日本土木が施工した。再建時の『岐阜城天守閣再建設計図』の複製が岐阜県図書館に所蔵されている。ただし、建てられた天守閣は設計された物とは異なる。
- 3階までは史料展示室、4階は展望台となっており、長良川や岐阜市街を一望する事が出来る（1階：武具の間、2階：城主の間、3階：信長公の間、4階：望楼の間）。
- 天守の所在地は「岐阜市天主閣18」であり、「天守」ではなく「天主」表記である[14]。
- なお、一部のウェブサイトでは「岐阜市金華山天守閣18」の表記も見られる。

閻魔堂
- 1976年（昭和51年）、金華山上部、岐阜城二の丸跡に閻魔堂が建立される。

### 支城
丸山砦
- 現在金華山トンネルが通っている丸山の山頂にあった。元々は伊奈波神社の敷地であり、諸説あるが城域になるのと、城が神様を見下ろす事になるので、岩戸の物部神社と合わせて伊奈波神社を現在の位置に城主だった斎藤道三により移転させられた。山麓の御手洗池は、神社に参るための手水の名残池。この池には落城時の逸話が残る。

松田尾砦
- 上格子門から東に下った所に数段の削平地と共に石垣が残るが、整備されていないのでかなり崩落している。正式な道も整備されていないので見学は不可。

稲荷山砦
- 現伊奈波神社の北側の山の美峰稲荷神社境内が、その跡地。

稲葉山砦
- 稲荷山砦から更に登った山頂にあった。

相場山砦
- 現在は砦跡地の敷地の一部にNHK（NHK岐阜放送局）の中継基地が建つ。

権現山砦
- 現伊奈波神社の南側の山にあった。現在は「時の鐘」が建つ。岐阜城の戦いでは、松田重大夫が守備に着いた。この山の麓から岐阜町を囲む惣堀と土塁が西へ伸びていた。コンクリートで蓋をされているので容易に判る。現在の長良橋通りと交差する場所に「平田橋跡」とあり、橋がかかっていたことが確認出来る。この堀より中を「内町」、外を「外町」と呼んでいた。岐阜街道が通っていた所などは木戸があり、番所もあったと思われる。

瑞龍寺山砦
- 金華山南西の瑞龍寺山（通称：水道山）に存在した。岐阜城の外山に当たる砦。砦の正確な位置は特定できていない。南麓の瑞龍寺や梅林公園周辺から山道が伸びており、北麓で金華山ドライブウェーに合流する（現在、山道の大半は金華山ドライブウェイとなっている）。稲葉山城の戦いでは、佐久間信盛・柴田勝家が攻めた。岐阜城の戦いでは、河瀬左馬之助が守り、浅野幸長、一柳直盛、井伊直政が攻め込んだ。
- なお瑞龍寺山砦のように、金華山から連なる外山、つまり国史跡区域外の岩戸山、鷹巣山、洞山、西山などにも数多くの砦が存在していた事も分かっているが、調査がまだ不十分で確認されていない砦も多くある物と思われる。また外山は正式な城域では無く、瑞龍寺や上加納村、岩戸村などが所有の権利を持っていた。権利を持たせる代わりに砦を設けさせ、管理、有事の守りなどをさせている。

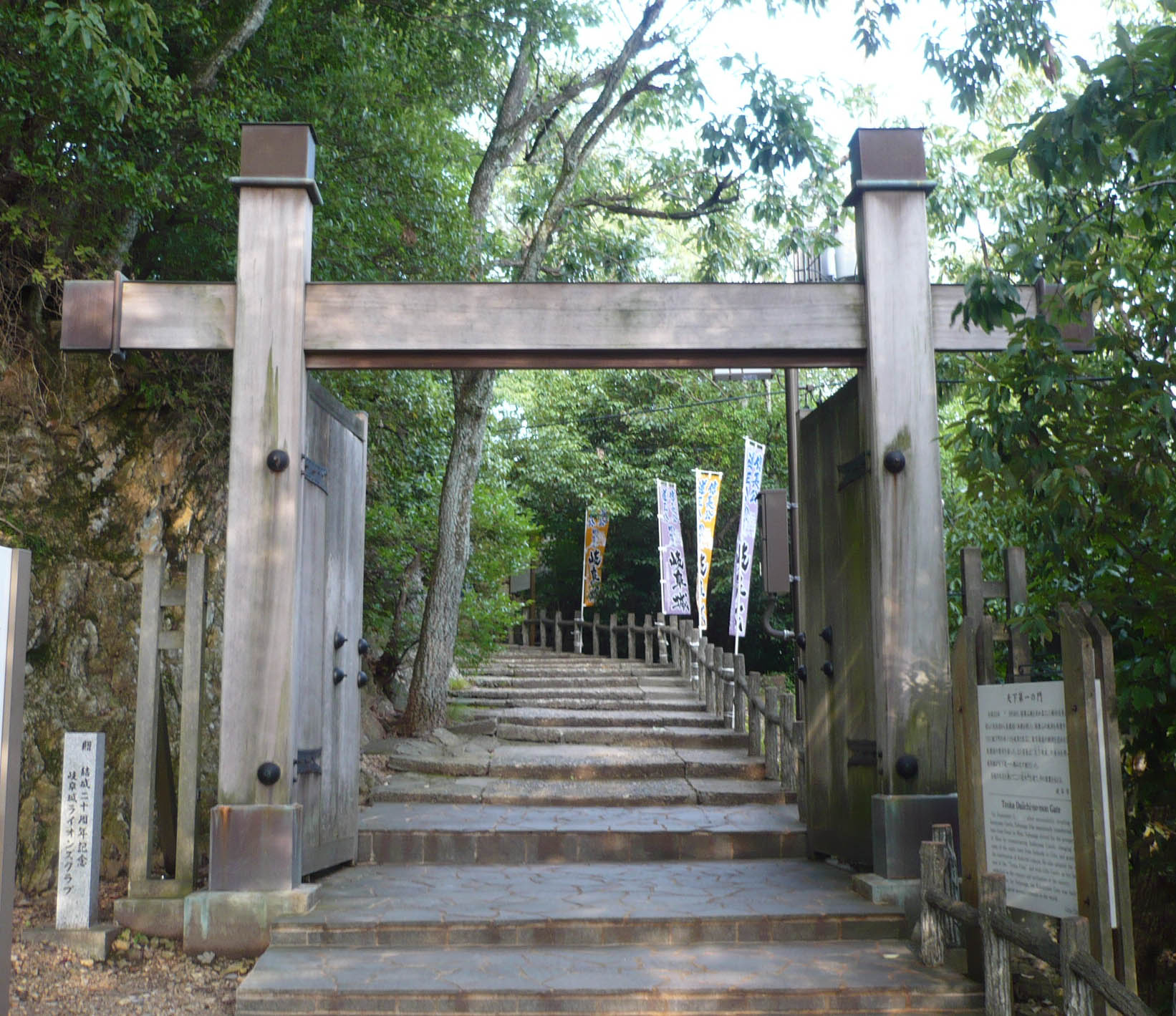
天下第一の門

## 岐阜城に至る登山道

### 南側斜面を登る道
現在金華山ドライブウェイがある。
七曲口（大手道）
- 距離：約1900m。かかる時間：約60分。斎藤道三が造ったとされ、岐阜城の大手道として岐阜城へ用事がある際使われていた。信長や岐阜城に訪れたルイス・フロイスや山科言継が登った道でもある。大手道の総門は、常在寺の前にあった。ここから西へ伸びる道は「七曲道」と言われ、昔からある道路で現在は北側を拡張されている。常在寺の向かいにある妙照寺は竹中半兵衛屋敷跡で、山寄りの門は岐阜城の移築現存門である。
- 砦の跡が多く見られ、大堀切や、岩場を削った跡や道の端に積み石も残っている。また、現在石段がある直線的な現登山道から外れ、旧登山道も所々つづら折れに残っていて、当時の登山道の雰囲気を感じる事が出来る。また、道三が造った大堀切の場所に平場があり、砦や門などがあって兵士の詰め所もあったかもしれない。ドライブコースへ出ると小さな広場があるが、そこから岩戸公園へ出られる登山道がある。
- 道三の時代から今に至るまで岐阜城への登山道の中で最もなだらかな登山道であるが、山科言継の『言継卿記』には、「信長の許可をうけ、武井夕庵の案内で七曲道から登城した。山上の城中で音曲・囃子などの後、信長のもてなしで食事をご馳走になった。その後、城内を信長の案内で見物したが、道があまりにも険しく大変であったので、風景どころではなかった。」と記されている。
- 稲葉山城の戦いでは、西美濃三人衆が攻め上がり、岐阜城の戦いでは、総門口を津田藤三郎、七曲口を木造具康父子が守り、福島正則が攻め上がった。
- 城郭部分では、硝煙庫（現、リス村）の東脇に出る。
- 道三が作った堀切から下の登山道は、近代に入って付け替えられている為、昔の面影は少ない。登山道口も、昔の正確な位置は分からない。
- 途中から脇道があり、東坂道に繋がる。

### 西側斜面を登る道
百曲口
- 距離：約1100m。かかる時間：約40分。斎藤道三が造ったとされ、禅林寺から尾根を登っていく。道は険しい。稲葉山城の戦いでは、木下藤吉郎が攻め上がり、岐阜城の戦いでは、百々綱家が守った。登山口から名和昆虫館の南を通って西に抜けていく道は「百曲道」と言われ、昔からの道筋である。
- 城郭部分では硝煙庫（現、リス村）の西側、七間櫓（現、展望レストラン）の下、ロープウェイ山頂駅の側に出る。

馬の背口
- 距離：約1100m。かかる時間：約40分。水の手道（瞑想の小径）の丸山山頂から分岐する。岩場を頂上に向かって直登する最短ルート。途中四つん這いになって登らなくてはならないところがあり、下りは危険を伴う。登頂間近の所で石垣の遺構を見る事が出来る。
- 急斜面である事と多数の登山者の通行により土が柔らかくなった為、雨で流されて木の根が剥き出しになってしまった箇所がいくつもある。
- 城郭部分では上台所の側に出る。
- 城郭時代では、登山道としての認識されておらず、近道のような認識だったようである。

### 北側斜面を登る道
水の手口（瞑想の小径）
- 距離：約2300m。かかる時間：約70分。北西の尾根、金華山の北側を登るルートである。大手道に対して裏側の道であり、搦め手である。いくつかの水の流れる沢を横切るので、水の手道という。途中、丸山山頂から馬の背登山道が分岐する。後半に岩場の急斜面が続くが、七曲り道の次に歩きやすく、岐阜市の北部と長良川の景観が楽しめる。所々の平場は、砦跡の可能性が高い。元々の登り口は丸山北側の御手洗池付近と思われる。
- 岐阜城の戦いでは、守備側の武藤助十郎に対し、東軍の元岐阜城城主、池田輝政が攻め上り一番旗をあげた。
- 城郭部分では本丸の東に出る。途中鼻高登山道が合流する。合流地点の北東に石垣が残る。この合流点に、かつて裏門があった。
- 裏門があったとされる場所で、登山道の脇を固める石垣の巨石の一部が発見された。また鼻高道側で道三時代の古い石垣も発見された。

鼻高登山道
- 距離：約1500m。かかる時間：約40分。金華山から長良川沿いに伸びる北東の尾根を登るルートであり、途中には岐阜城構築と関係のある砦の石垣が2ヶ所確認出来る。眺望は非常に良く、岐阜市北部の山々や市街地、長良川の景観が楽しめる。元々は長良川から登るルートであり斎藤龍興は、このルートから伊勢長島に逃れた可能性が高い。道は比較的険しい。現在、長良川河畔からの登り口は閉鎖されている。現在の登り口は、達目洞から登る大釜、又は大参道コースから入る。
- 山頂近くで水の手口に繋がる。その合流点は平場となっている。
- 道三時代の石垣が発見される。水の手道側では、裏門の巨石の石垣の一部が発見されている。

### 東側斜面を登る道
東坂登山道
- 距離：約1100m。かかる時間：約45分。岩戸公園から妙見峠を経て南の尾根を登るルート。地道あり、岩場あり、高原地帯と変化に富み、岐阜市の南部と各務原に向けての景観が楽しめる。妙見峠では達目登山道と合流する。
- 妙見峠では、当時の石垣遺構の物と思われる石（裏込め石？）が多数散布する。
- 城郭部分では、二の丸の下に出る。
- この登山道から途中に脇道があり、大手道の七曲道に繋がる。

## 移築現存門
妙照寺と法華寺にある山門は、岐阜城の移築門で、数少ない岐阜城の現存建築物である。

## 岐阜城からの眺望
標高およそ320 mに建つ岐阜城の最上階（4階）の外側通路は展望台となっていて、眼下に長良川と周辺の市内の街並み、東側には木曽駒ヶ岳や恵那山などの木曽山脈（中央アルプス）、北東側に笠ヶ岳、槍ヶ岳、穂高岳、乗鞍岳などの飛騨山脈（北アルプス）と御嶽山、西側には伊吹山、養老山地、鈴鹿山脈、南側には濃尾平野と伊勢湾が望める。 ウィキメディア・コモンズには、岐阜城から眺望に関するカテゴリがあります。

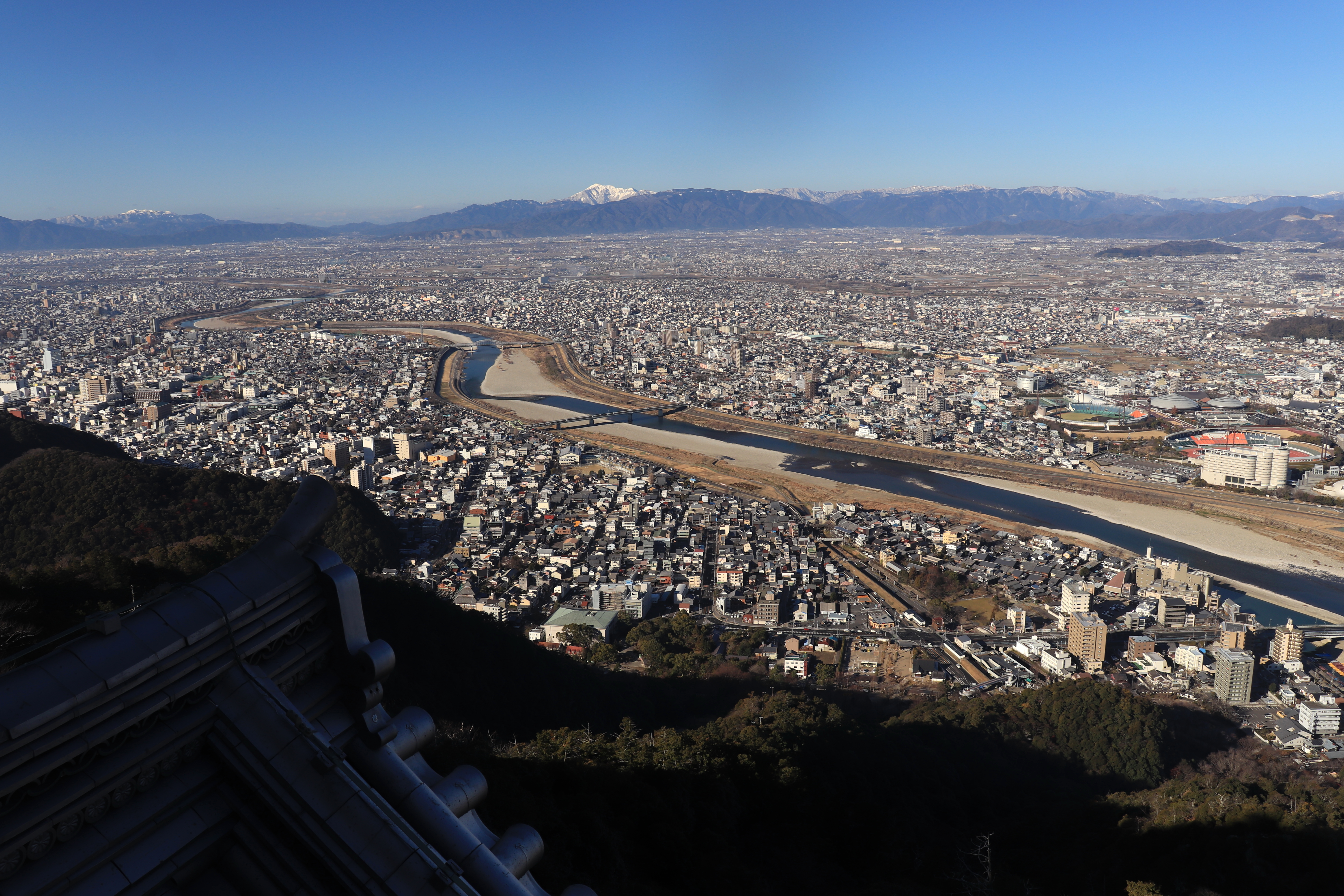
北西側の眺望 長良川と周辺の街並み、遠景は左から鈴鹿山脈の霊仙山、伊吹山、池田山などの山並み
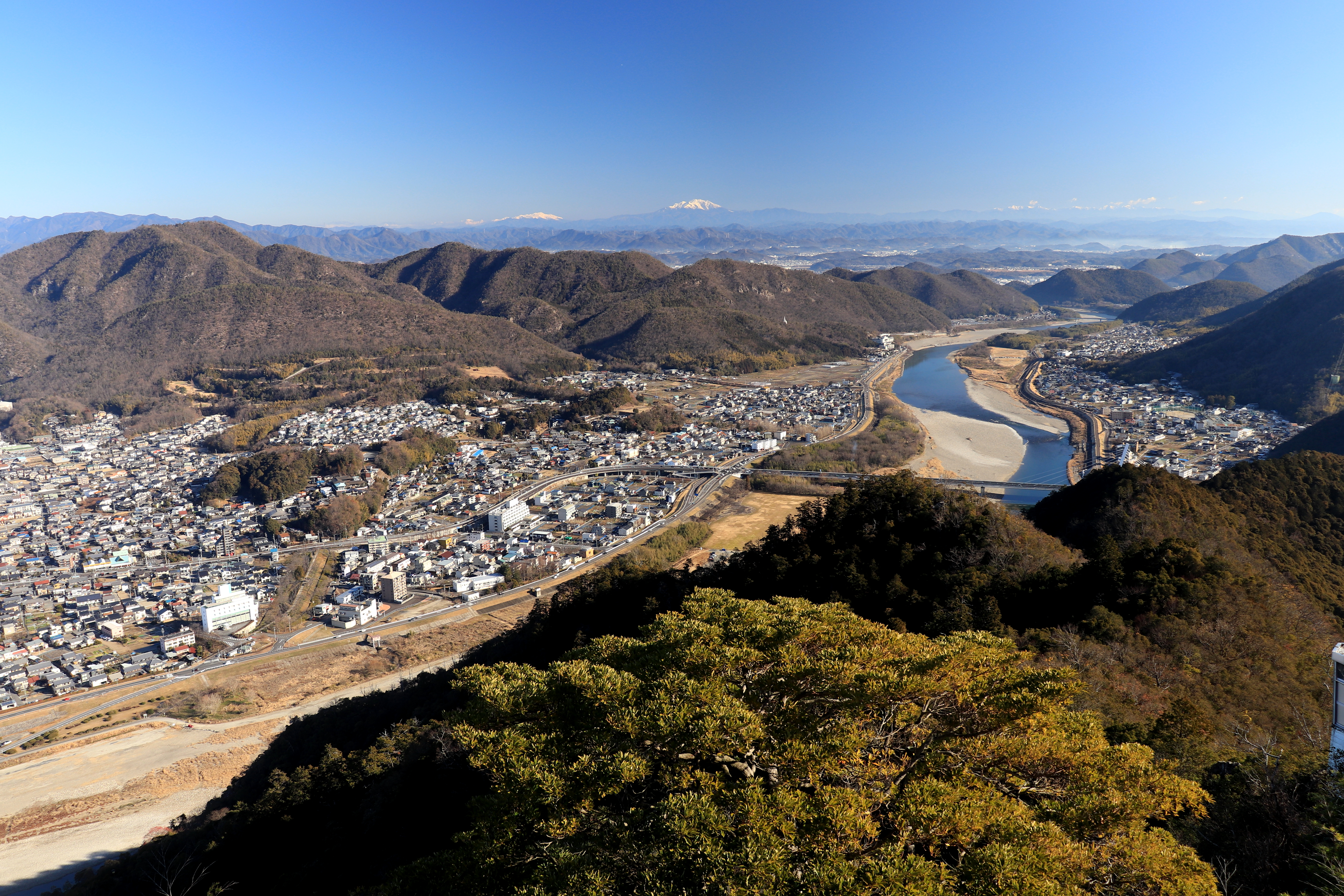
北東側の眺望 長良川と鵜飼い大橋周辺、百々ヶ峰の右奥の遠景に飛騨山脈の乗鞍岳、御嶽山と木曽山脈

## 現地案内

### 所在地
- 岐阜県岐阜市天主閣18

### 交通アクセス
JR東海道本線「岐阜駅」JR岐阜バスターミナルの11番、12番、13番乗り場および名鉄名古屋本線「名鉄岐阜駅」路外バス停の4番乗り場から岐阜バスN系統、行先番号｢N32｣〜｢N86｣の「岐阜公園・長良橋・高富方面」行き、または「市内ループ線（左回り）」で約15分。「岐阜公園・歴史博物館前」下車、徒歩約3分で金華山ロープウェー「金華山麓駅」、金華山麓駅からロープウェーで「金華山頂駅」まで約3分、金華山頂駅から天守まで徒歩約8分。

### イベント
- 岐阜城盛り上げ隊、ボランティア武将隊、観光ボランティア
- 日本100名城スタンプラリー　スタンプ設置場所
  - 岐阜城資料館入口
- 岐阜城パノラマ夜景（天守閣の夜間公開）
  - ゴールデンウィーク、夏季、秋季等、期間限定（最大22:00まで）。

## 御朱印
2017年より、岐阜市のまちづくり団体ひとひとの会によって企画され県内各神社仏閣において行われている「金の御朱印」企画に岐阜城も取り組んでおり、毎月最終金曜日（プレミアムフライデー）に金文字の御朱印が授与されている。
2019年8月現在、岐阜城のほかに金神社、玉性院、岐阜信長神社（樫森神社内）、岩戸弘法弘峰寺、伊奈波神社、鏡島弘法乙津寺、天龍寺、護国之寺、関善光寺においても同様の背景で授与されている。

## 周辺
- 岐阜公園｜日中友好庭園
- 川原町
- 岐阜大仏 ｜ 正法寺
- 常在寺
- 妙照寺
- 長良川温泉